# Francia en los Juegos Olímpicos de Melbourne 1956
Francia estuvo representada en los Juegos Olímpicos de Melbourne 1956 por un total de 145 deportistas que compitieron en 16 deportes.  
El portador de la bandera en la ceremonia de apertura fue el halterófilo Jean Debuf.

## Medallistas
El equipo olímpico francés obtuvo las siguientes medallas:
| Nombre                                                                                      | Deporte           | Competición                |
| ------------------------------------------------------------------------------------------- | ----------------- | -------------------------- |
| Oro                                                                                         |                   |                            |
| Alain Mimoun                                                                                | Atletismo         | Maratón M                  |
| Michel Rousseau                                                                             | Ciclismo en pista | Scratch M                  |
| Arnaud Geyre Maurice Moucheraud Michel Vermeulin                                            | Ciclismo en ruta  | Ruta por eqs. M            |
| Christian d'Oriola                                                                          | Esgrima           | Florete ind. M             |
| Plata                                                                                       |                   |                            |
| René Bianchi Jean Graczyk Jean-Claude Lecante Michel Vermeulin                              | Ciclismo en pista | Persecución por eqs. M     |
| Arnaud Geyre                                                                                | Ciclismo en ruta  | Ruta ind. M                |
| Bernard Baudoux Roger Closset René Coicaud Christian d'Oriola Jacques Lataste Claude Netter | Esgrima           | Florete por eqs. M         |
| Georges Dransart Marcel Renaud                                                              | Piragüismo        | C2 10 000 m M              |
| Bronce                                                                                      |                   |                            |
| René Libeer                                                                                 | Boxeo             | Mosca (51 kg) M            |
| Gilbert Chapron                                                                             | Boxeo             | Medio (75 kg) M            |
| Daniel Dagallier Yves Dreyfus Armand Mouyal Claude Nigon René Queyroux                      | Esgrima           | Espada por eqs. M          |
| Renée Garilhe                                                                               | Esgrima           | Florete ind. F             |
| Jean Debuf                                                                                  | Halterofilia      | 90 kg M                    |
| Yves Delacour Guy Guillabert René Guissart Gaston Mercier                                   | Remo              | Cuatro sin timonel (M4-) M |